# 김일웅 (정치인)
김일웅(金一雄, 1977년 1월 11일~)은 대한민국의 정치인이다. 노동당 사무총장 및 정의당 서울특별시당 강북구 지역위원장, 정의당 서울특별시당 사무처장, 정의당 서울시당 부위원장을 역임했다.

## 역대 선거 결과
|  | 4.87% |

|  | 2.91% |

|  | 9.54% |